# Furtwangen im Schwarzwald
Furtwangen im Schwarzwald (en français Furtwangen en Forêt Noire) est une ville allemande située dans la Forêt-Noire.
Le nord de la commune est traversé par la ligne de partage des eaux. En effet, deux rivières qui ont leurs sources distantes de 200 mètres l’une de l’autre alimentent deux fleuves différents :
- la Breg qui naît au lieu-dit Martinskapelle, rejoint la Brigach à Donaueschingen, 43 km en aval, pour former le Danube. La rivière constitue la source principale du fleuve car elle est plus longue que la Brigach ;
- l’Elz qui, après 90 km de parcours, se jette dans le Rhin près la ville de Rust.

La ville est connue pour son musée allemand de l'horlogerie.

## Personnalités liées à la ville
- Lukas Kirner (1794-1851), peintre né et mort à Furtwangen im Schwarzwald.
- Johann Baptist Kirner (1806-1866), peintre né et mort à Furtwangen im Schwarzwald.